# Nonnismo
Con nonnismo vengono comunemente indicate un insieme di atti e/o pratiche, destinate a simboleggiare l'integrazione di un individuo in un particolare gruppo sociale, messi in atto da individui di maggiore anzianità.
Il fenomeno riguarderebbe quindi i gruppi sociali organizzati, tuttavia viene spesso utilizzato per indicare comportamenti vessatori nell'ambito delle forze armate e può manifestarsi anche in altri contesti e può essere conseguenza o espressione di mobbing.

## Origine e caratteristiche
Il termine "nonnismo" si rifà alla parola "nonno", che gergalmente identifica il membro anziano del gruppo analogo alla figura del bullo, in contrapposizione al "nipote", cioè al novizio che ne rappresenta la vittima.
Nella fenomenologia del nonnismo si parte dai semplici atti di superiorità (scherno, insulti pesanti, scherzi balordi e insensati) fino ad atti di gravità maggiore: furto, lesioni, disturbo costante psicofisico della vittima, atti di persecuzione, denigratori, discriminatori e di devastazione, ed anche di tipo razzista. Spesso si risolve in veri e propri atti persecutori fini a se stessi, con vessazioni di ogni sorta, fino a sfociare, in casi non rarissimi, persino nel suicidio o nell'omicidio.

## Nei vari contesti

### Forze armate

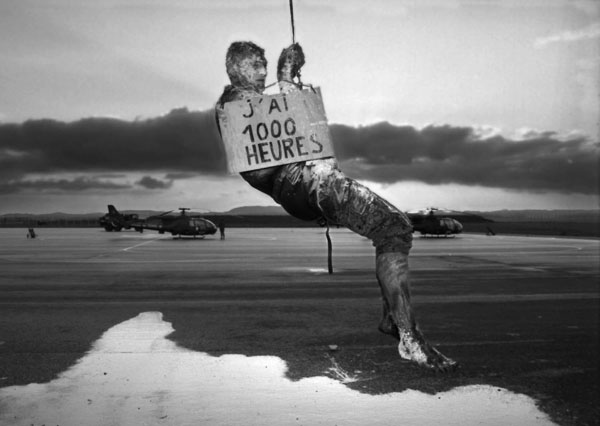
Nonnismo su un pilota dell'aviazione francese al raggiungimento delle 1000 ore di volo

Nelle forze armate il nonnismo è generalmente vietato e scoraggiato. Soprattutto in passato, si è tradotto in uno strumento di pressione e di ricatto per sottomettere un soggetto, o per fargli compiere diverse azioni contro la propria volontà, oppure anche per eliminare un soggetto da un determinato contesto.
A volte è stato - più o meno consapevolmente - un mezzo per la regolazione delle gerarchie all'interno della truppa, soprattutto nei confronti dei soldati più giovani (generalmente reclute) o anche inesperti, prefigurandosi come un'alternativa ufficiosa alla gerarchia militare di comando formale, per mantenere certi equilibri all'interno di unità e reparti.

### Luoghi di lavoro
Il fenomeno è molto diffuso anche nei luoghi di lavoro, come mezzo utilizzato per costringere un soggetto a lasciare il proprio posto e terminare un rapporto di lavoro, anche se in questo caso si parla più genericamente di mobbing, poiché il fenomeno può non essere legato all'anzianità dei soggetti coinvolti.

## Nel mondo

### Italia
A partire dagli anni '80, gli episodi di nonnismo legati al servizio militare di leva in Italia cominciarono ad emergere con più frequenza e a diventare di dominio pubblico; tra i più famosi ci furono la scomparsa di Pietro Camedda, l'uccisione dell'agente dei NOCS Samuele Donatoni durante le operazioni del sequestro Soffiantini nel 1997, avvenuta in circostanze mai del tutto chiarite, e la morte di Emanuele Scieri, paracadutista di leva di 26 anni che prestava servizio a Pisa, presso la Caserma "GAMERRA", sede del C.A.PAR. - Centro Addestramento Paracadutisti della Brigata paracadutisti "Folgore" , improvvisamente scomparso la sera dell'arrivo in caserma, e poi rinvenuto morto in un cortile periferico della caserma stessa il 16 agosto 1999. In particolare tale ultimo caso scosse l'opinione pubblica, al punto da indurre la classe politica a progettare il superamento del servizio militare di leva in Italia. Riguardo alla diffusione del fenomeno, dopo un calo all'inizio degli anni 2000, a partire dal 2012 si è avuta una recrudescenza.
Dal punto di vista giuridico, pur non esistendo una autonoma fattispecie di reato, nel 2000 per contrastare il fenomeno vennero introdotti nel codice penale militare nuovi reati come quelli di violenza privata, maltrattamenti ed estorsione. Per quanto riguarda la giurisprudenza, la terza sezione civile della Corte di Cassazione, con la sentenza 26 febbraio 2013, n. 4809 ha stabilito che qualora gli episodi di “nonnismo” patiti durante un solo mese di servizio di leva aggravino i problemi psichici dell'individuo, sussiste l'obbligo a carico del Ministero della difesa di risarcimento del danno.

### Russia
Il concetto è espresso in lingua russa col termine dedovščina che indica quella serie di comportamenti tipici del nonnismo che si concretizzano in vessazioni fisiche e psicologiche contro i giovani soldati delle forze armate russe. Un impulso viene attribuito alla legge del 12 ottobre 1967 che ha portato alla creazione di gruppi di coscritti con differente anzianità di servizio.
Dedovščina comprende una varietà di attività subordinate o umilianti svolte dai ranghi inferiori: dallo svolgere i compiti dei ranghi superiori agli abusi fisici e psicologici violenti e talvolta letali, simili a una forma estremamente crudele di intimidazione o persino di tortura. è spesso citato come una delle principali fonti di morale basso nei ranghi.
Il fenomeno ha assunto spesso connotati molto violenti con diversi casi di omicidio e di suicidio, a causa del fenomeno nel 2007 sono state accertate all'interno delle forze armate 341 casi di suicidio.
Abitualmente, con la giustificazione del mantenimento dell'autorità, la violenza fisica o l'abuso psicologico possono essere utilizzate per costringere i "giovani" a svolgere determinati compiti faticosi. In molte situazioni, infatti, il nonnismo non è l'obiettivo. Le reclute anziane sfruttano i loro giovani per procurarsi un'esistenza più confortevole e gli aspetti violenti emergono quando i giovani si rifiutano di "seguire le tradizioni". Ci sono state occasioni in cui i soldati sono stati gravemente feriti o, in situazioni straordinarie, uccisi.

### Stati Uniti d'America
Si stima che nel 2012, a causa di tali atti, nell'esercito statunitense si sono suicidati 177 soldati.